# Cencioni
Les cencioni [tʃenˈtʃoːni] sont un type de pâtes. Leur nom vient de l'italien et signifie « petit chiffon ». Ce sont des pâtes ovales en forme de pétale, légèrement courbées, plus grandes et plus plates que les orecchiette. Elles ont une forme irrégulière et une surface rugueuse sur un côté afin que la sauce accroche mieux.